# Cynorkis seychellarum
Cynorkis seychellarum là một loài thực vật có hoa trong họ Lan. Loài này được Aver. mô tả khoa học đầu tiên năm 1983.